# Segunda División (Perù)
La Segunda División è la seconda divisione del campionato peruviano di calcio. È organizzata dalla FPF, la federazione calcistica peruviana.
Il campionato è composto da 2 fasi: la prima fase con girone all'italiana tra tutte le squadre partecipanti; nella seconda fase le squadre sono divise in due gruppi (le migliori 5 classificate in un gruppo e le ultime 5 classificate nel secondo) chiamate Liguilla Ascenso e Liguilla Descenso. Nel primo gruppo si gioca per la promozione, nel secondo per non retrocedere. La prima classificata nella Liguilla Ascenso viene promossa al Campeonato Descentralizado, mentre l'ultima classificata nella Liguilla Descenso viene retrocessa in Copa Perú.

## Albo d'oro

### Era amatoriale
- 1936:  Telmo Carbajo (1º)
- 1937-1938: non disputato
- 1939:  Alianza Lima (1º)
- 1940:  Telmo Carbajo (2º)
- 1941: Santiago Barranco (1º)
- 1942: non disputato
- 1943:  Telmo Carbajo (3º)
- 1944:  Ciclista Lima (1º)
- 1945: Santiago Barranco (2º)
- 1946:  Ciclista Lima (2º)
- 1947:  Jorge Chàvez (1º)
- 1948:  Centro Iqueño (1º)
- 1949:  Jorge Chàvez (2º)
- 1950:  Unión Callao (1º)
- 1951:  Association Chorrillos (1º)
- 1952:  Unión Callao (2º)
- 1953:  Carlos Concha (1º)
- 1954:  Unión Callao (3º)
- 1955:  Carlos Concha (2º)
- 1956:  Miraflores FBC (1º)
- 1957: Template:Calcio Mariscal Castilla (1º)
- 1958: Template:Calcio Union America (1º)
- 1959:  Mariscal Sucre (1º)
- 1960:  Defensor Lima (1º)
- 1961:  KDT Nacional (1º)
- 1962:   Mariscal Sucre (2º)
- 1963:  Carlos Concha (3º)
- 1964:   Defensor Arica (1º)
- 1965:   Mariscal Sucre (3º)
- 1966:  Miraflores FBC (2º)
- 1967:  KDT Nacional (2º)
- 1968:  Deportivo Municipal (1º)
- 1969:  SIMA (1º)
- 1970:  Deportivo Municipal (2º)
- 1971:  SIMA (2º)
- 1972:  Atlético Chalaco (1º)
- 1973:  Unión Huaral (1º)
- 1974: sconosciuto
- 1975: Compañía Peruana de Teléfonos (1º)
- 1976: sconosciuto
- 1977: sconosciuto
- 1978: sconosciuto
- 1979: 	Papelera Atlas (1º)
- 1980:  Unión Gonzales Prada (1º)
- 1981:  Juventud La Palma (1º)
- 1982:  Unión Gonzales Prada (2º)
- 1983:  Unión Gonzales Prada (3º)
- 1984:  Unión Gonzales Prada (4º)
- 1985: Guardia Republicana (1º)
- 1986: Internazionale (1º)
- 1987:  Deportivo AELU (1º)

### Era professionale
- 1988:  Defensor Lima (2º)
- 1989:  Sport Boys (1º)
- 1990:  Hijos de Yurimaguas (1º)
- 1991: Enrique Lau Chun (1º)
- 1992:  Unión Huaral (2º)
- 1993:  Ciclista Lima (3º)
- 1994:  Unión Huaral (3º)
- 1995: Guardia Republicana (1º)
- 1996:  Alcides Vigo (1º)
- 1997:  Lawn Tennis (1º)
- 1998:  Hijos de Yurimaguas (2º)
- 1999:  América Cochahuayco (1º)
- 2000:  Deportivo Aviación (1º)
- 2001:  Alcides Vigo (2º)
- 2002:  Unión Huaral (4º)
- 2003:  Sport Coopsol (1º)
- 2004:  Ayacucho (1º)
- 2005:  Ayacucho (2º)
- 2006:  Deportivo Municipal (2º)
- 2007:  U. César Vallejo (1º)
- 2008:  Total Chalaco (1º)
- 2009:  Sport Boys (2º)
- 2010:  Cobresol (1º)
- 2011:  José Gálvez (1º)
- 2012:  Pacífico SMP (1º)
- 2013:  Los Caimanes (1º)
- 2014:  Deportivo Municipal (3º)
- 2015:  Comerciantes Unidos (1º)
- 2016:  Academia Cantolao (1º)
- 2017:  Sport Boys (3º)
- 2018:  U. César Vallejo (2º)
- 2019:  Cienciano (1º)
- 2020:  Alianza Atlético (1º)
- 2021:  Atlético Grau (1º)
- 2022:  Cusco (1º)
- 2023:  Comerciantes Unidos (2º)
- 2024:  Alianza Univ. (1º)